# Peter Murray-Rust
Pour les articles homonymes, voir Pete Murray et Murray.
Peter Murray-Rust (né en 1941 à Guildford) est un chimiste britannique.

## Enseignement
Il a étudié à la Bootham School ainsi qu'au Balliol College. Après avoir obtenu son PhD, il devient maître de conférences en chimie à l'université de Stirling et fut directeur du Andrew Stewart Hall of Residence. En 1982, il rejoint le Glaxo Group Research at Greenford to head Molecular Graphics. Il a été, de 1996 à 2000, professeur de pharmacologie à l'université de Nottingham. Il est désormais maître de conférences en informatique moléculaire à l'université de Cambridge et Senior Research Fellow au Churchill College.

## Recherches
Ses intérêts de recherches impliquent l'analyse automatique de données dans des publications scientifiques, la création de communauté virtuelles (comme la Virtual School of Natural Sciences in the Globewide Network Academy) ainsi que le Web sémantique. Avec Henry Rzepa, il l'a étendu à la chimie au travers du développement d'un langage de balisage, le Chemical Markup Language. Il milite pour les données ouvertes, particulièrement en sciences, et fait partie du conseil consultatif de l'Open Knowledge Foundation. Il est également coauteur des Panton Principles (en) pour les données scientifiques ouvertes. En 2005, avec quelques autres chimistes, il est un membre fondateur du mouvement Blue Obelisk (en) ,,.
En 2002, Peter Murray-Rust et ses collègues proposent une plateforme de stockage électronique pour les données chimiques non publiées appelée World Wide Molecular Matrix (en) (WWMM). En janvier 2011, un symposium, titré « Visions of a Semantic Molecular Future », est organisé autour de sa carrière.
La même année, il reçoit, conjointement avec Henry Rzepa, le prix Herman-Skolnik (en) de l'American Chemical Society.